# 1947 في جمهورية أيرلندا
فيما يلي قوائم الأحداث التي وقعت خلال عام 1947 في جمهورية أيرلندا.

## سياسة

### تعيين في المنصب
- 1 أكتوبر – شون ماكبرايد نائب دييل.

## مواليد

### مارس
- 19 مارس – ديرموت كراولي ممثل أيرلندي.

### مايو
- 18 مايو – جون بروتون سياسي أيرلندي.

## وفيات

### نوفمبر
- 3 نوفمبر – كون أوكيلي (مواليد 1886) مصارع هاوي أيرلندي.